# Capela do Senhor dos Aflitos (Esposende)
A Capela do Senhor dos Aflitos, localizada na zona da Ribeira, protege uma cruz de pedra, levantada pelos pescadores, na qual foi pintada uma imagem de Jesus Cristo prontamente baptizada de Senhor dos Aflitos.
Morfologicamente diremos que a actual capelinha tem uma planta rectangular e a fachada voltada a Poente. A frontaria, com porta principal em arco abatido e portão em ferro forjado, remata em frontão triangular no cimo do qual está uma cruz trilobada assente num plinto. A ladeá-la e a compor o conjunto, há ainda dois pináculos triangulares de base rectangular. No interior do frontão há, numa moldura hexagonal, uma inscrição praticamente ilegível.

## Cronologia
Séc. XIX (1880)
Séc. XX (1968).